# Shirburn Castle
Shirburn Castle är ett slott i Storbritannien.   Det ligger i grevskapet Oxfordshire och riksdelen England, i den södra delen av landet, 60 km väster om huvudstaden London. Shirburn Castle ligger 112 meter över havet.
Terrängen runt Shirburn Castle är lite kuperad. Runt Shirburn Castle är det tätbefolkat, med 356 invånare per kvadratkilometer. Närmaste större samhälle är High Wycombe, 17,2 km öster om Shirburn Castle. Trakten runt Shirburn Castle består till största delen av jordbruksmark.